# Enómao

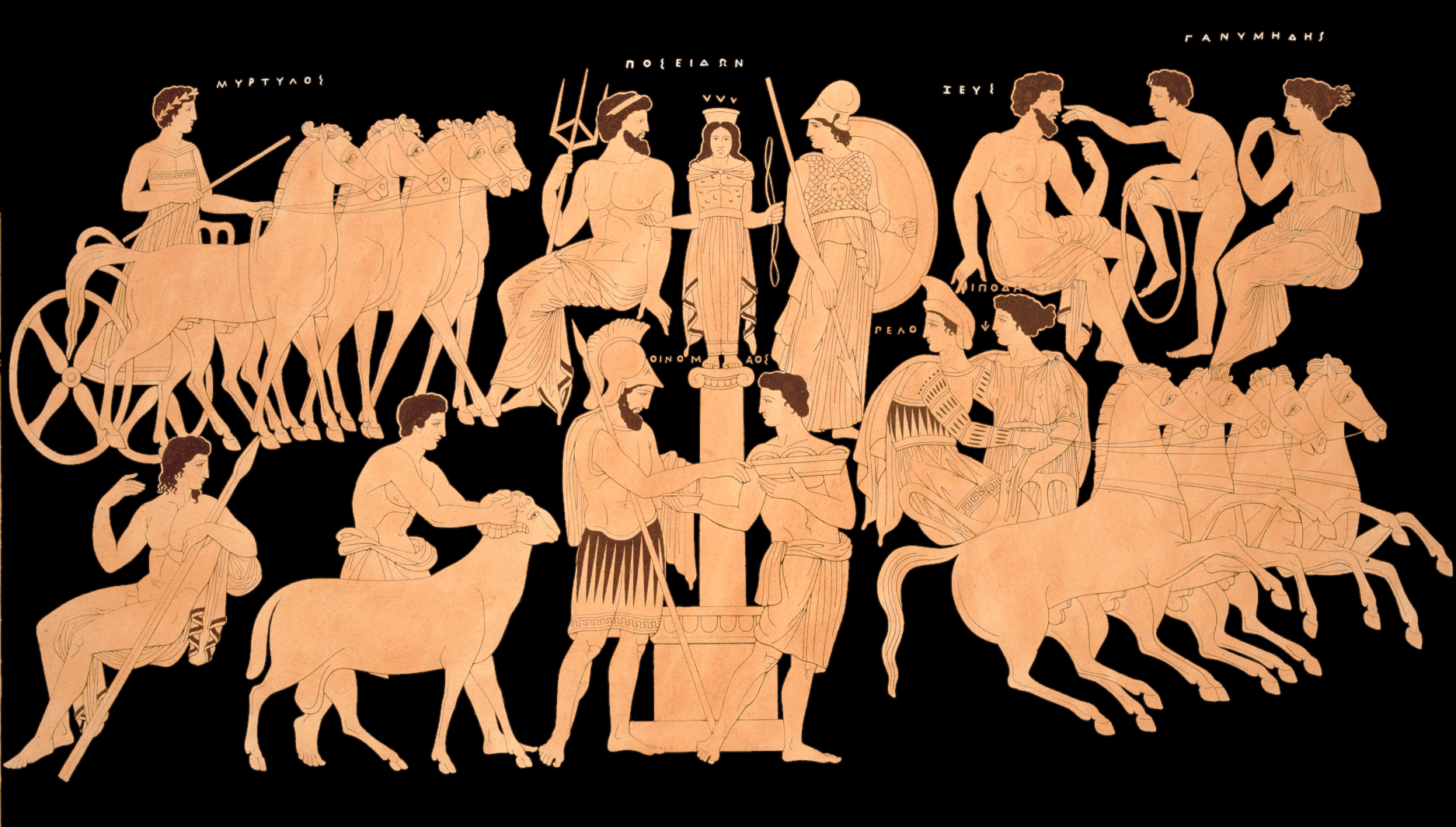
Ilustración de un libro sobre pinturas de los vasos vulgarmente llamados etruscos. Arriba: Mirtilo, Poseidón, Atenea, Zeus, Ganimedes y Hera. Abajo: Enómao en el centro, Pélope e Hipodamía en el carro.

Enómao o Enomao (en griego antiguo: Οἰνόμαος, Oinómaos) es un personaje de la mitología griega, recordado especialmente por ser rey de Pisa en Élide, hijo del dios Ares y padre de Hipodamía.  

## Enómao en el mito
Su hija Hipodamía era muy bella y muy solicitada, pero Enómao, bien porque él estuviese enamorado de su propia hija, como dicen algunos, bien porque según un oráculo hubiera de morir a manos de su yerno, nadie la tomaba por esposa, pues Enómao, al no haber podido convencerla para que se uniese a él, mataba a los pretendientes. Para deshacerse de estos, les hacía competir en una carrera de carros desde Pisa hasta el altar de Poseidón en el istmo de Corinto. Enómao poseía un carro con un tiro de caballos regalados por Ares. Les daba ventaja a los pretendientes permitiendo que tomaran la salida mientras él ofrecía un sacrificio a Zeus. Si el pretendiente ganaba se obtendría la mano de Hipodamía, pero si Enómao le alcanzaba le mataba con una lanza de bronce, regalo también de Ares, y la cabeza del pretendiente era colgada en la puerta de su palacio.
Según el poema épico las Grandes Eeas, murieron a manos de Enómao, Alcátoo el hijo de Portaón, que fue el segundo, después de Mármax; y después de Alcátoo, Euríalo, Eurímaco y Crótalo. De estos no se ha especificado quienes eran ni sus padres y ni sus patrias. Del que murió después de éstos, Acrias, se puede conjeturar que era lacedemonio y fundador de Acrias. Después de Acrias, dicen que Enómao dio muerte a Cápeto, Licurgo, Lasio, Calcodonte y Tricolono. Y después de Tricolono, el destino sorprendió en la carrera a Aristómaco y Priante, y también a Pelagonte, Eolio y Cronio.
Ya se había deshecho de doce o trece pretendientes cuando se presentó Pélope solicitando la mano de Hipodamía. Pélope también poseía un carro regalo de un dios, en este caso de Poseidón, de oro, alado, que podía correr por el mar sin mojarse los ejes y tirado por caballos alados e inmortales. A pesar de eso trató de asegurase la carrera sobornando a Mirtilo, auriga de Enómao, prometiéndole que le entregaría a Hipodamía de quien también estaba enamorado aunque nunca se atreviera a desafiar a Enómao. En otras ocasiones se dice que fue Hipodamía, quien se había enamorado de Pélope, la que sobornó a Mirtilo. En cualquier caso, Mirtilo sustituyó las pezoneras de bronce que sujetaban los ejes del carro de Enómao por piezas de cera. En plena carrera, cuando Enómao alcanzaba a Pélope y estaba dispuesto a matarlo, las piezas de cera se fundieron y, así, se desprendieron las ruedas del carro de Enómao, que murió enredado en las riendas y arrastrado por sus caballos. En otra versión, Enómao, mortificado por la derrota, se quitó la vida.
Después de la carrera, Pélope se apropió del reino de Enómao.

## Ascendientes y descendientes
En la versión más arcaica a Enómao se lo considera hijo de Ares y de Estérope, una de las Pléyades, también llamada Astérope y Asteria. Otros dicen que la madre de Enómao y consorte de Ares fue Harpina, una hija de Asopo, o bien Eurítoe, hija de Dánao. Otros creen que Enómao fue hijo de un mortal desconocido, ya sea este Alxión, ya Hipéroco y Estérope. Otros dicen que hijos de Aetlio fueron Epeo, Endimión, Alexino y Enómao.
En cuanto a su consorte y descendencia, la fuentes son confusas, ya que en algunas versiones el nombre de su madre aparece como su esposa. Apolodoro, por ejemplo, dice que Estérope no era su madre, sino su esposa, pero no cita la descendencia. Por Evarete, hija de Acrisio, Enómao fue padre de Hipodamía. Otra hija mencionada es Alcipe, la madre de Marpesa. Otros más dicen que Eurítoe era su esposa. En cuanto a sus hijos, se dice que Leucipo amó a Dafne. Otro hijo, Disponteo, fue el fundador de Dispontio. Y otro hijo más se llamó Hipodamo.

## Representaciones artísticas

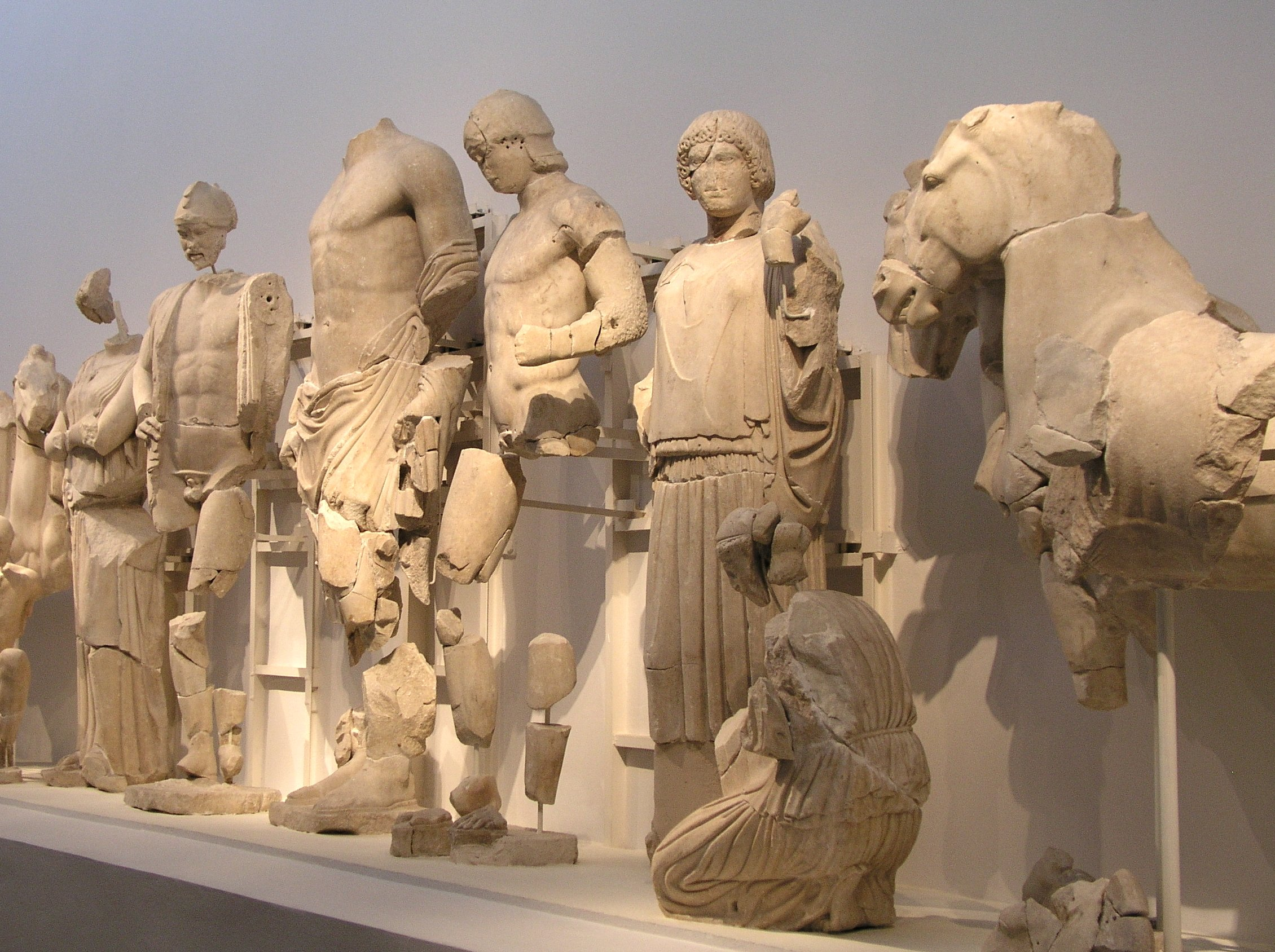
Templo de Zeus en Olimpia, frontón oriental. Zeus es la figura central, sin cabeza. A su izquierda, Pélope e Hipodamía; a su derecha, Enómao y Estérope. 470-457 a. C.

La más importante representación de este mito es el frontón oriental del Templo de Zeus en Olimpia. En él se representan los dos bandos antes de la carrera, Enómao y Estérope por un lado y Pélope e Hipodamía en el otro, cada uno de ellos con sus respectivos carros y aurigas, separados ambos grupos por la imagen de Zeus Olímpico a modo de árbitro de la contienda. Este frontón está fechado entre los años 470 a. C. y 457 a. C., fechas de la construcción del templo, perteneciendo al comienzo de la época clásica del arte griego. Su autor, según Pausanias, es Peonio pero se duda de esta atribución. Los restos del frontón se encuentran en el Museo Arqueológico de Olimpia.
El mito de Enómao, Pélope e Hipodamia se encuentra muy bien representado en una de las denominadas urbes in rure (ciudades en el campo), en el extraordinario mosaico romano del triclinium de 291 m²  de la villa romana de Noheda, en Castilla-La Mancha, España.
La carrera entre Enómao y Pélope es considerada como una de las muchas pruebas míticas que fueron antecedentes de los Juegos Olímpicos.